# 橘家圓三郎
橘家 圓三郎（たちばなや えんさぶろう）は落語の名跡。過去3代目まで存在しているが、現在は空位。3代目は上方の落語家。

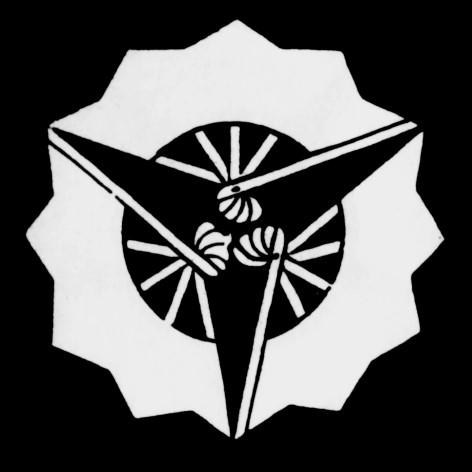
三遊亭圓朝一門定紋「高崎扇」

他にも3代目笑福亭圓笑の門下に笑福亭圓三郎がいる。
- 初代橘家圓三郎 - 本項にて記述。
- 2代目橘家圓三郎 - 後の初代橘ノ圓。
- 3代目橘家圓三郎 - 本項にて記述。

## 初代
初代橘家 圓三郎（1828年（文政11年） - 1886年（明治19年）8月8日）は幕末・明治期の落語家。本名：林三之助。
最初は天狗連「中橋連」で三之助ないし夢三郎を名乗っていたという。玄人としては幕末期4代目三笑亭可楽（爆弾の可楽、3代目朝寝坊むらく）の門下になり三笑亭可久寿（可久壽）となる。元治ころに夢輔（亭号不明）。師匠可楽が幕府に爆弾を仕掛け後に捕縛され、佃島送りにされた明治5年ころに佃島で可楽が三遊亭圓朝に手紙で墾請した、承諾した圓朝は弟子として迎え入れ圓三郎の名を与えた。狭い寄席の高座では腰を据えたまま踊る寄席踊りが重宝された。圓三郎はその踊りが名人だったという。後に寄席坐り踊りの祖と称される。
没後1898年に供養のために浅草土富店お祖師様の境内に師・圓朝の題字の「踊塚」が建立された。
坐り踊りと圓三郎の名は同門の朝治（後の初代橘ノ圓）が継承した。弟子には橘家三好（後の柳家三好、中田宗太郎）がいた。

## 3代目
3代目橘家 圓三郎（1881年（明治14年） - 1920年（大正9年）1月7日）は明治末・大正期の落語家。本名：山本庄太郎。
入門時期不明、明治30年代に7代目桂文治の門下で桂團三郎、1905年に三遊亭圓子の門下で三遊亭圓三郎となる。1908年8月ころ九州で巡業中、初代桂三輔（後の初代桂ざこば）の門下で桂三笑に改名し、幇間に転身する。
橘ノ圓都の回想では、圓都が文治（当時は2代目桂文團治）に入門した当時は兄弟子で、前座修行の厳しさに耐えかねて一緒に脱走して、大阪で江戸落語を演じていた三遊亭圓子の一座に加わったという。その後圓都がいったん神戸の実家に戻った折、九州にいた圓三郎から「座員をこしらえて門司へ来てくれ」との手紙を受け取り、10人ほどの一座を組んで九州を巡業した。
1910年ころに大阪に戻り桂三升で互楽派に加入、1911年に神戸の吉原派の寄席に出演、1912年10月に初代橘ノ圓の門下で師の前名の3代目橘家圓三郎を襲名した。
得意ネタは『三枚起請』『佐々木裁き』『土橋万歳』。そのほかにも電気踊りなどもやり吉原派の人気者になった。